# Trạm cơ bản
Thuật ngữ trạm cơ bản được sử dụng cho các đài quan sát đặc biệt kết hợp một số kỹ thuật định vị không gian như VLBI, laser vệ tinh, GPS, Glonass, v.v. Chúng là cơ sở của phân tích kiến tạo mảng, cho phép theo dõi tốc độ trôi lục địa với độ chính xác đến từng milimetre. Một điểm cơ bản là nguồn gốc hình học của mạng lưới trắc địa và xác định mốc đo đạc trắc địa của một khảo sát quốc gia.
Một số trạm cơ bản là đài quan sát trắc địa thiên văn hoặc vệ tinh. Trong mọi trường hợp, các vĩ độ địa lý và kinh độ của trạm được xác định một cách chính xác bằng phương pháp trắc địa thiên văn và được chọn là elip vĩ độ và kinh độ tại ellipsoid trái đất được sử dụng để tính toán tọa độ của toàn bộ mạng lưới.
Ngoài ra, các góc phương vị chính xác đến một hoặc hai điểm mạng được quan sát và được lấy theo hướng định hướng của các đường mạng này. Theo các thủ tục này, trục cực của ellipsoid tham chiếu trở thành song song với trục quay Trái đất, và do đó độ lệch dọc của điểm cơ bản bằng không.
Các trạm cơ bản quan trọng ở châu Âu được đặt tại:
- Grasse, miền trung nước Pháp
- Graz -Lustbühel, Áo
- Malvern, Anh (?)
- Đài quan sát vũ trụ Onsala (kính viễn vọng vô tuyến lớn), Thụy Điển
- Wettzell (kính viễn vọng vô tuyến 20 m) ở Bayerischer Wald, Đức
- Zimmerwald gần Berne, Thụy Sĩ.

Trên toàn thế giới có khoảng 30 trạm cơ bản đang tồn tại: khoảng 5 trạm tại Hoa Kỳ và Liên bang các quốc gia độc lập và 2-3 ở Nam Mỹ, Châu Phi, Đông Á, Úc và Nam Cực.
Hệ tọa độ cơ bản là khung tham chiếu ITRF, liên quan đến hệ thống quán tính thiên thể ICRS bằng các Thông số Định hướng Trái đất (EOP) rất chính xác, chứa tọa độ cực, xoay Trái đất và các tham số chương động. Bộ dữ liệu ITRF được sửa đổi cứ sau 3-5 năm, độ chính xác thực tế nằm trong khu vực milimet. ICRS dựa trên khoảng 500 quasar trong vũ trụ xa và trên 3000 ngôi sao cơ bản của thiên hà chúng ta. Các tọa độ thực tế của cái sau (FK6) đã được công bố vào năm 2000 bởi Astronomisches Rechen-Institut (ARI) ở Heidelberg.